# Željevo (Svrljig)
Pour les articles homonymes, voir Željevo.
Željevo (en serbe cyrillique : Жељево) est un village de Serbie situé dans la municipalité de Svrljig, district de Nišava. Au recensement de 2011, il comptait 52 habitants.

## Démographie
| 1948 | 1953 | 1961 | 1971 | 1981 | 1991 | 2002 | 2011 |
| ---- | ---- | ---- | ---- | ---- | ---- | ---- | ---- |
| 352  | 364  | 348  | 234  | 168  | 84   | 87   | 52   |

|  |